# Armie Hammer
Armand Douglas "Armie" Hammer (Los Angeles, 28 de agosto de 1986) é um ator norte-americano. Ele foi criado no oeste de Los Angeles e apareceu em Arrested Development, Veronica Mars, Gossip Girl e Desperate Housewives; ganhou maior reconhecimento por sua interpretação como os gêmeos Cameron e Tyler Winklevoss no filme biográfico The Social Network (2010), para o qual ganhou o prêmio de Melhor Ator Coadjuvante da Toronto Film Critics Association.
Hammer interpretou Clyde Tolson no filme biográfico J. Edgar (2011), recebendo uma indicação Screen Actors Guild de Melhor Ator Coadjuvante em Cinema, protagonizou o western The Lone Ranger (2013) e estrelou como Illya Kuryakin no filme de ação The Man from UNCLE (2015). Em 2017, ele estrelou o drama romântico Call Me by Your Name, pelo qual foi indicado ao Globo de Ouro de Melhor Ator Coadjuvante e ao Independent Spirit na mesma categoria. No ano seguinte, interpretou Martin D. Ginsburg no filme biográfico On the Basis of Sex (2018). No teatro da Broadway, estrelou uma produção da peça Straight White Men em 2018.
Em 2021, várias mulheres apresentaram alegações de abuso contra Hammer, sendo que ele negou as  acusações. Mesmo assim, sua carreira foi prejudicada, com ele perdendo vários projetos futuros e foi dispensado por sua agência de talentos e publicitário. Após uma investigação sobre Hammer pelo promotor público do condado de Los Angeles e pela LAPD, eles se recusaram a prosseguir com as acusações criminais contra ele, citando evidências insuficientes.

## Carreira
Hammer interpretou o evangelista cristão Billy Graham no filme Billy: The Early Years, em 2008. Ele interpretou Harrison Bergeron no curta 2081, baseado no conto de Kurt Vonnegut.
Em 2010 ele co-estrelou o filme The Social Network sobre a criação do website Facebook, interpretando os gêmeos idênticos Cameron e Tyler Winklevoss com Josh Pence usando CGI. Ele também apareceu em séries de televisão como Arrested Development, Veronica Mars, Gossip Girl e Desperate Housewives.

## Vida pessoal
Hammer nasceu em Los Angeles, Califórnia, filho de Dru Ann e do empresário Michael Armand Hammer. Ele foi criado em Los Angeles e nas Ilhas Cayman. Quando criança, ele viveu em Highland Park, no Texas.
Hammer foi casado com a atriz Elizabeth Chambers e possui dois filhos. O casal anunciou a separação em Julho de 2020 após 10 anos de casamento.
Em 2021, surgiram alegações contra Hammer de abuso sexual e canibalismo, fetichismo, que incluía dano físico, BDSM não consensual e abuso emocional. Após as alegações, ele abandonou seu papel na série futura The Offer e foi dispensado por sua agência de atuação e assessor de imprensa.
Em maio de 2023, o escritório do promotor público de Los Angeles anunciou que não indiciaria Hammer pelos crimes de abuso e estupro, citando falta de evidências. Em setembro de 2022, foi revelado que a advogada Gloria Allred se recusou a representar Efrosina Angelova (uma das mulheres que acusavam Hammer de estupro) depois que ela "não assinou uma declaração sob perjúrio [em relação] às suas acusações". O jornalista James Kirchick escreveu uma matéria para a revista Air Mail, onde levantou questionamentos sobre a natureza das acusações. Em uma entrevista com Kirchick, Hammer disse que se envolveu em BDSM consensual e admitiu ser emocionalmente abusivo em seus relacionamentos com as acusadoras, mas ele sempre negou as acusações de estupro.

## Filmografia

### Cinema
- 2006 - Flicka como Monitor
- 2007 - Blackout como Tommy
- 2008 - Billy: The Early Years como Billy Graham
- 2009 - Spring Breakdown como Abercrombie Boy
- 2009  - 2081 como Harrison Bergeron
- 2009 - The Last Hurrah como Skateboarder
- 2010 - The Social Network como Cameron e Tyler Winklevoss
- 2011 - J. Edgar como Clyde Tolson
- 2012 - Mirror Mirror como Príncipe Andrew Alcott
- 2013 - The Lone Ranger como Lone Ranger
- 2015 - Entourage como Ele mesmo
- 2015 - The Man from U.N.C.L.E. como Illya Kuryakin
- 2016 - The Birth of a Nation como Samuel Turner
- 2016 - Nocturnal Animals como Hutton Morrow
- 2016 - Free Fire como Ord
- 2016 - Mine como Mike Stevens
- 2017 - Call Me By Your Name como Oliver
- 2017 - Final Portrait como James Lord
- 2017 - Cars 3 como Jackson Storm (Voz)
- 2018 - Sorry to Bother You como Steve Lift
- 2018 - Hotel Mumbai como David
- 2018 - On the Basis of Sex como Martin Ginsburg
- 2019 - Wounds como Will
- 2020 - Dreamland como Jake Kahane
- 2020 - Rebecca (2020) como Maxim de Winter
- 2022 - Death on the Nile como Simon Doyle

### Televisão
- 2005 - Arrested Development como Estudante #2
- 2006 - Veronica Mars como Kurt
- 2007 - Desperate Housewives como Barrett
- 2009 - Gossip Girl como Gabriel Edwards
- 2009 - Reaper como Morgan
- 2012 - The Simpsons como Cameron Winklevoss/Tyler Winklevoss (Voz)
- 2012 - American Dad como Car Rental Agent (Voz)
- 2014 - Stan Lee's Mighty 7 como Strong Arm (Voz)
- 2018 - Last Week Tonight with John Oliver (ele mesmo)
- 2019 - Running Wild with Bear Grylls (ele mesmo)